# Bohumil Šternberk
Bohumil Šternberk (21. ledna 1897, Chrudim – 24. března, 1983) byl český astronom, pedagog a první ředitel Astronomického ústavu v Ondřejově. Zabýval se měřením času a fotometrií planetek a komet.

## Život

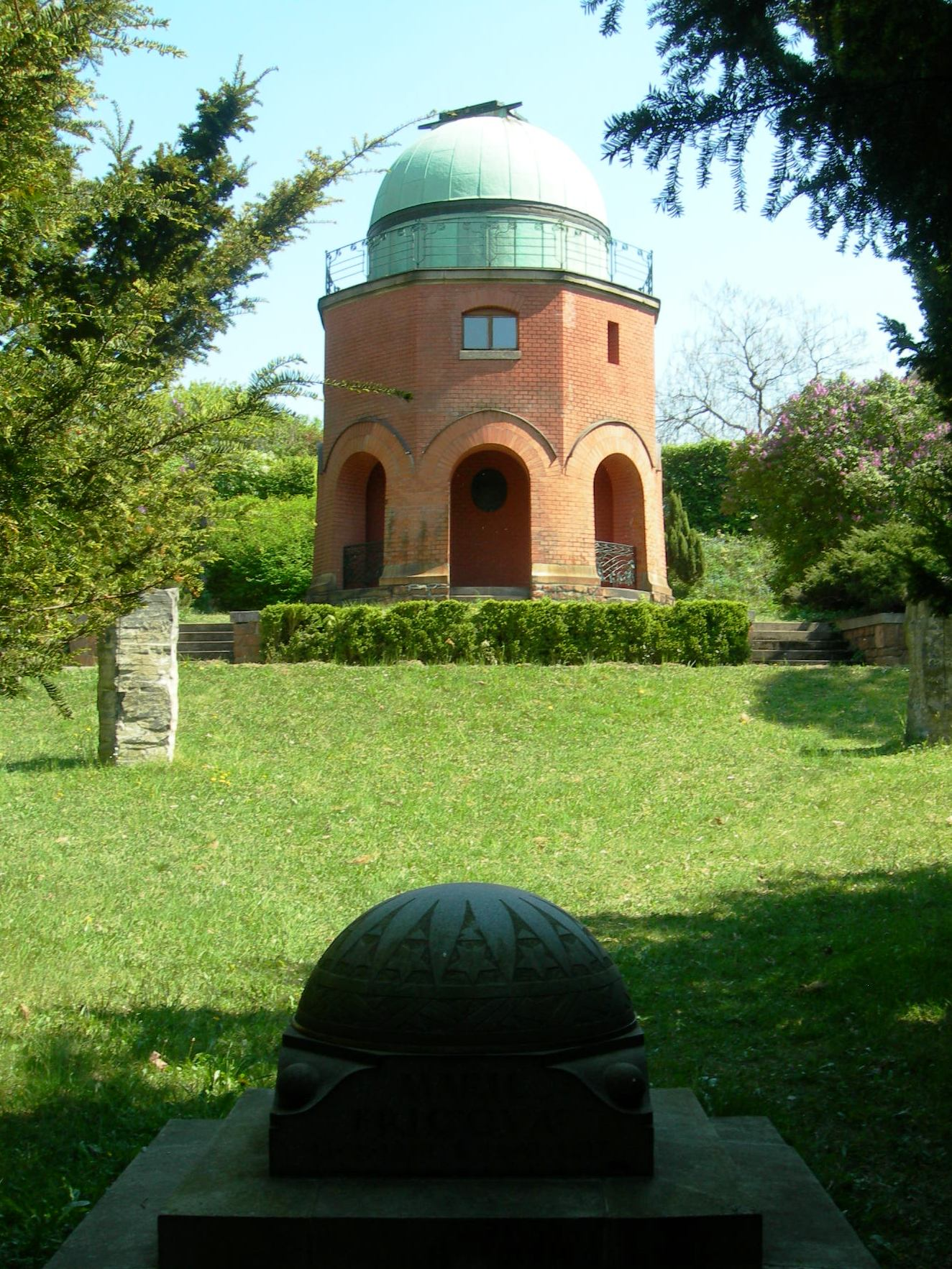
Historické kopule hvězdárny v Ondřejově

Šternberk studoval pod Paulem Guthnickem v Berlíně, kde byl jedním z nejtalentovanějších studentů.[zdroj?] Od roku 1953 vedl Laboratoř pro měření času Československé akademie věd (ČSAV) v Praze. O rok později, po jejím sloučení s Astrofyzikální observatoří ČSAV, která spravovala hvězdárnu v Ondřejově, se stal prvním ředitelem nově vzniklého Astronomického ústav ČSAV a byl jím až do roku 1968. Od roku 1928 byl členem Mezinárodní astronomické unie, mezi roky 1958 a 1964 působil také jako jeden z jejích viceprezidentů.

## Rozšíření observatoře
Pod podnikavým ředitelem Šternberkem byla Ondřejovská hvězdárna několikrát rozšířena a stala se jednou z nejdůležitějších astronomických výzkumných lokalit ve východním bloku.[zdroj?] V roce 1957 začal Bohumil Šternberk s vysoce přesnými satelitními pozorováními prvních ruských Sputniků a později i mnoha dalších družic. Od roku 1967 je na observatoři umístěn dvoumetrový zrcadlový dalekohled, který je největším dalekohledem v České republice.